# Arthur Goring Thomas
Arthur Goring Thomas (* 20. November 1850 in Ratton Park; † 20. März 1892 in London) war ein englischer Komponist.

## Leben
Thomas studierte in Paris bei Émile Durand und von 1877 bis 1880 an der  Royal Academy of Music bei Arthur Sullivan und Ebenezar Prout. Danach nahm er Orchestrationsunterricht bei Max Bruch. Seine erste veröffentlichte Komposition war das Lied Le Roi Henri (1871).
Eine frühe komischer Oper, Don Braggadocio, blieb unvollendet. Nach seiner ersten in Auszügen aufgeführten Oper The Light of the Harem (1879) erhielt er einen Kompositionsauftrag von Carl Rosa für eine Oper nach Victor Hugos Roman Der Glöckner von Notre-Dame. Die Oper Esmaralda (1883) wurde erfolgreich auch bei Aufführungen in Köln, Hamburg und Berlin. Eine Neufassung mit tragischem Ende wurde 1890 an der Covent Garden Opera uraufgeführt. Auch die nächste Oper, Nadeshda (1885) entstand im Auftrag der Rosa Company. Seine letzte Oper The Golden Web wurde von S. P. Waddington vollendet und erst nach dessen Unfalltod 1893 uraufgeführt.
Neben den Opern komponierte Thomas nur wenige Werke, darunter den Psalm Out of the Deep (1878) für Sopran und Chor, die Chorode The Sun Worshippers (1881) und eine Ballettsuite für Orchester (1887). Eine Klavierfassung der Kantate The Swan and the Skylark wurde in seinem Nachlass gefunden. Sie wurde von Charles Villiers Stanford instrumentalisiert und beim Birmingham Festival 1894 aufgeführt. Außerdem komponierte Thomas mehr als einhundert Lieder und Duette.